# David Brydon
Pour les articles homonymes, voir Brydon.
David Brydon est un joueur de hockey sur gazon néo-zélandais évoluant au poste de défenseur au Southern Alpiners et avec l'équipe nationale néo-zélandaise.
Il a concouru avec l'équipe nationale première pour les Jeux olympiques d'été de 2020 à Tokyo.

## Biographie
David est né le 24 juin 1996 à Christchurch,.

## Carrière
Il a débuté en équipe nationale première en 2017 pour concourir à la Coupe d'Océanie à Sydney, en Australie.

## Palmarès
- : 2e à la Coupe d'Océanie en 2017